# FIBA Europe Cup
Der FIBA Europe Cup ist ein unter dem Dach der FIBA Europa ausgetragener Wettbewerb für europäische Basketball-Vereinsmannschaften der Männer. Er steht in direkter Konkurrenz zu ULEBs Zweitwettbewerb, dem Eurocup, im gleichen Sinne wie die FIBA Basketball Champions League das Gegengewicht zur EuroLeague stellt.

## Geschichte
Im Sommer 2015 entschied die FIBA die EuroChallenge einzustellen und mit einem neuen Wettbewerb, dem FIBA Europe Cup, der ULEB, die seit 2001 die wichtigsten Europapokal-Wettbewerbe organisiert, mehr Konkurrenz zu bieten.
Da sich bei den Wettbewerben der ULEB, der EuroLeague und dem Eurocup, die Mehrzahl der weitaus renommierteren und größeren Vereine angemeldet haben und somit in der Saison 2015/16 dort spielten, stellte zu dieser Spielzeit der FIBA Europe Cup – wie bereits sein Vorgänger, die EuroChallenge – den drittbedeutendsten Europapokal im Basketball dar.
Die erste Austragung 2015/16 gewannen die Fraport Skyliners aus Deutschland. 2024 gewannen die Niners Chemnitz als zweite deutsche Mannschaft den Cup.

## Spielmodus
Der FIBA Europe Cup wird in der Saison 2018/19 wie folgt ausgespielt:
1. Gruppenphase
In der 1. Gruppenphase spielen 32 Teams in 8 Gruppen (A–H) in Heim- bzw. Auswärtsspielen gegeneinander an, bis ein jedes Team sechs Spiele absolviert hat. Die beiden besten Teams jeder Gruppe qualifizieren sich für die zweite Gruppenphase.
2. Gruppenphase
In der 2. Gruppenphase treten die übrig gebliebenen 16 Teams in 4 Gruppen (I–L) in Heim- bzw. Auswärtsspielen gegeneinander an, bis ein jedes Team sechs Spiele absolviert hat. Die beiden besten Teams jeder Gruppe qualifizieren sich für das Achtelfinale.
K.-o.-Runde
Von diesen 16 Teilnehmern qualifizieren sich die acht Gruppensieger und Gruppenzweiten der zweiten Gruppenphase sowie die acht „Absteiger“ aus der Gruppenphase der Basketball Champions League 2017/18 (Fünft- und Sechstplatzierte der dortigen vier Gruppen) für das Achtelfinale, ab dem im K.o.-System weitergespielt wurde.
Gespielt wird im K.-o.-System, es zählt die Addition der Ergebnisse von Hin- und Rückspiel. Folgerichtig wird daher im Hinspiel ein unentschiedenes Spielergebnis, was nur als Zwischenergebnis dient, möglich und erst ein unentschiedenes Ergebnis nach Addition beider Spielergebnisse macht im Rückspiel eine Verlängerung zur Ermittlung eines Siegers erforderlich. Dieser Modus wird bis zu den Finalspielen zur Ermittlung des Titelgewinners durchgehalten.

## Endspiele
| Saison  | Austragungsort              | Sieger                | Gegner                   | Ergebnis         |
| ------- | --------------------------- | --------------------- | ------------------------ | ---------------- |
| 2015/16 | Chalon-sur-Saône            | Fraport Skyliners     | Pallacanestro Varese     | 66 : 62          |
| 2016/17 | Chalon-sur-Saône & Nanterre | JSF Nanterre          | Élan Chalon              | 58 : 58 82 : 79  |
| 2017/18 | Avellino & Mestre           | Umana Reyer Venezia   | Sidigas Avellino         | 77 : 69 81 : 79  |
| 2018/19 | Sassari & Würzburg          | Dinamo Basket Sassari | s.Oliver Würzburg        | 89 : 84 81 : 79  |
| 2019/20 | wegen COVID-19 abgesagt     |                       |                          |                  |
| 2020/21 | Tel Aviv                    | Ironi Ness Ziona      | Stal Ostrów Wielkopolski | 82 : 74          |
| 2021/22 | Istanbul & Reggio Emilia    | Bahçeşehir Koleji SK  | Pallacanestro Reggiana   | 72 : 69 90 : 74  |
| 2022/23 | Włocławek & Cholet          | Anwil Włocławek       | Cholet Basket            | 81 : 77 80 : 78  |
| 2023/24 | Chemnitz & Istanbul         | Niners Chemnitz       | Bahçeşehir Koleji SK     | 85 : 74 105 : 95 |
| 2024/25 |                             |                       |                          |                  |